# مولاي أحمد الوكيلي
مولاي أحمد الوكيلي (1909 - 25 نوفمبر 1988)، هو موسيقار مغربي. لُقب الوكيلي بعدة ألقاب أبرزها عميد موسيقى الآلة بالمغرب حيث قام رفقة عبد الكريم الرايس ومحمد البريهي بجمع وإحياء ثراث الموسيقى الأندلسية المغربية.

## حياته
ولد مولاي أحمد الوكيلي في أسرة تقليدية بمدينة فاس عام 1909.اهتمت أسرته بتعليمه، حيث حفظ القرآن الكريم وتعلم القراءة والكتابة، ودرس بجامعة القرويين، وبموازاة ذلك تعلم العزف على آلة العود وآلة البيانو. نشأ أحمد الوكيلي في وسط عائلي مهتم بموسيقى الآلة، وحفظ الأشعار وتغنى بها في صنائع النوبات الأندلسية. عند دراسته في القرويين، تعرف على أساتذة الموسيقى الأندلسية. محمد الزاهي برادة (الذي علمه العود) ومحمد عيوش وعبد القادر كوريش, اللذان علُماه الصنعة الأندلسية.
بالموازاة مع بداياته في الموسيقى الأندلسية,انخرط مولاي أحمد الوكيلي في النشاط الوطني والتقى بالزعماء السياسيين أمثال علال الفاسي ومحمد بلحسن الوزاني ومحمد إبراهيم الكتاني، وتعرض للمضايقات بمدينة فاس سنة 1936 في عهد الحماية، لدرجة أنه قرر اعتزال الموسيقى. غادر مولاي أحمد الوكيلي فاس إلى مدينة طنجة سنة 1937 لأسباب عائلية، وفتح دكانا وبدأ يمارس التجارة بعيدا عن أجواء الفن. لكن بعد مرور بعض الوقت, أقنعه بعض الهواة الفنانين بطنجة باستئناف نشاطه الفني وتم تأسيس جمعية «إخوان الفن» سنة 1940 وأسندت رئاسة الجمعية وجوقها إليه.
ذاع صيته شمال المغرب بعد ذلك, فسمع به الخليفة السلطاني مولاي الحسن بن المهدي وعينه أستاذا بالمعهد الموسيقي بتطوان. بعد وفاة محمد البريهي سنة 1945، ثم المطيري سنة 1946 ، عين أحمد الوكيلي خلفا لهما، ورجع إلى مدينة فاس ليأسس جوقها سنة 1947. سنة 1952, انتقل إلى مدينة الرباط ، وعيًن على رأس جوق راديو المغرب الذي تحول في مابعد إلى جوق الطرب الأندلسي للإذاعة الوطنية الذي ظل يترأسه لمدة تزيد عن 36 سنة, إلى حين وفاته سنة 1988.